# Proportionalventil
Ein Proportionalventil ist ein Stetigventil, das mit Hilfe eines Proportionalmagneten nicht nur diskrete Schaltstellungen zulässt, sondern einen stetigen Übergang der Ventilöffnung. Proportionalventile werden in der Hydraulik und Pneumatik besonders dort eingesetzt, wo veränderliche Volumenströme gefordert sind. Sie besitzen normalerweise eine nichtlineare Volumenstromkennlinie und sind daher für Regelungsaufgaben weniger geeignet als Servoventile.
Es gibt Proportionalventile als verstellbare Stromventile mit einem Eingang und einem Ausgang sowie als Wegeventile mit mehr als zwei Arbeitsanschlüssen.

## Bauformen
Proportionalventile sind elektromagnetische oder mediumgesteuerte Ventile, die beliebige Zwischenstellungen zwischen offen und geschlossen annehmen können. Elektromagnetisch gesteuerte Ventile haben einen Elektromagneten, der meist gegen eine Feder drückt. Drückt er gegen den Fluiddruck selbst, sind die Ventile im stromlosen Zustand offen, was als Teil anderer Konstruktionen vorteilhaft sein kann.
Dient das Ventil z. B. direkt der Bewegungssteuerung über einen Zylinder, empfiehlt sich hingegen ein Ventil, das im stromlosen Zustand sperrt. Dem aktiven Elektromagneten wirkt dann eine Feder als passive Kraft entgegen. Elektromagnetische Proportionalventile gibt es für pneumatische und hydraulische Anwendungen.
Mediumgesteuerte Proportionalventile werden mit Hydraulikflüssigkeit gesteuert. Sie kommt von anderen Stetigventilen. Damit dienen mediumgesteuerte Proportionalventile als 'Haupt'-Stufe(n) in mehrstufigen Systemen. Da Kolben und andere Zylinder pneumatisch ohne Regelung nicht gut zu positionieren sind, gibt es keine mediumgesteuerten pneumatischen Proportionalventile.
Proportionalventile sind meist als Kolbenventile aufgebaut. Das heißt, dass der Absperrkörper meist ein axial verschiebbaren Kolben ist, der seitlich angeordnete Ein- und Ausgangsöffnungen verbindet oder verschließt. Es gibt aber auch Kegelventil- und Tellerventil-Formen, z. B. als Vorsteuerung.
Hat ein Ventil 2 Arbeitsanschlüsse, etwa Eingang und Ausgang, ist es nach der Aufgabe ein Stromventil, auch Drosselventil genannt, es kann aber auch als eine besondere Form des Wegeventils betrachtet werden, nämlich als ein 2/2-Wegeventil, unabhängig von seinem inneren Aufbau. Sie können, nach dem Aufbau, gleichzeitig Kolben-, Kegel- oder Tellerventile sein. Wegeventile höherer Ordnung gibt es nur als Kolbenventil, ein Aufbau eines 5/3-Wegeventils in Tellerbauweise wäre zu kompliziert.
Bei einem Proportional-Kolbenventil ist der Kolben dem eines Schalt-Wegeventils nicht unähnlich. Weil die Zwischenstellungen zwischen offen und geschlossen genützt werden, erhält er allerdings eine etwas andere Form. Sie ergibt sich aus der gewünschten Durchflusskennlinie, die die Abhängigkeit zwischen Ansteuerstrom und Durchfluss beschreibt.
Proportionalventile, vor allem einstufige hydraulische Versionen, können einen erheblichen elektromagnetischen Kraftaufwand erfordern.

## Beispiele

### Einstufiges pneumatisches Proportional-Drosselventil
Ein einfaches pneumatisches Proportionalventil steuert die Luftdurchlassöffnung eines Teller-Absperrkörpers mit Hilfe eines Elektromagneten und einer entgegenwirkenden Feder. Hat die Spule des Elektromagneten die Rückstellkraft der Feder überwunden, öffnet sich das Ventil etwa in dem Maß, in dem der Strom im Elektromagneten steigt.

### Einstufiges pneumatisches Proportional-Wegeventil
Der Antrieb eines einstufig-direktgesteuerten Proportional-Wegeventils muss sich nicht viel von dem eines Schalt-Wegeventils unterscheiden. Ein linear beweglicher Kolben der die Öffnungen zu den Ein- und Ausgängen verbindet oder verschließt wird von einem Elektromagneten und einer Feder in die eine oder andere Richtung bewegt. In diesem Beispiel ist aber im stromlosen Zustand eine Sperrposition gewünscht, in der kein Luftdurchfluss stattfindet. Die ist bei einem 5/3 Wegeventil leider in der Mittelstellung, was zusätzliche Änderungen erfordert. Die Spule muss den Kolben aktiv in 2 Richtungen bewegen können. Das geschieht hier z. B. mit 2 Spulen und 2 Federn. Die Spulen sind so angeordnet, dass sie den Kolben in jeweils entgegengesetzte Richtungen ziehen. Dabei ist normalerweise nur eine davon in Betrieb. Stromlose Rückstellung in Mittelposition erfolgt über die Federn.

### Pilotgesteuertes Proportional-Drosselventil für Niederdruck-Wasser

Vorgesteuertes Proportional-2/2-Wegeventil (Stromventil), ohne Spannung oder Strom an der Spule

Vorgesteuertes Proportionalventil, kurz nach dem Einschalten auf halbe Leistung

Vorgesteuertes Proportionalventil, halbe Leistung und etwa halber Durchfluss

Ein Zweiwegeproportionalventil oder Proportionaldrosselventil für Wasser kann als vorgesteuertes und damit zweistufiges Membranventil ausgeführt sein. Die bewegliche Membran ist die mechanische Verbindung zwischen der Hauptstufe und der Pilot-Vorstufe. Sie wird für Drücke um etwa 10 bar verwendet. Im stromlosen Zustand drückt die Feder den Kolben mit dem tellerförmigen Absperrkörper nach unten. Dieser wiederum drückt den Verschlussteil mit dem kegelförmigen Absperrkörper, der in der Mitte der kreisrunden Membran befestigt ist, nach unten und schließt so das Ventil.
Zieht die Spule den Kolben nach oben, öffnet sich zunächst die Auslassdüse im Verschlussteil. Damit strömt das Fluid vom Druckquellen-Eingang (P) über 2 Düsen zum Ausgang. Der Druck über der Membran nimmt dadurch ab und zieht sie nach oben, und zwar so weit, bis die Auslassdüse wieder zu ist und der Druck über und unter der Membran ausgeglichen ist. Damit geht auch die Hauptstufe auf, aber nur so weit es der Kolben und damit der Steuerstrom in der Spule zulässt. Auf die Art wird die elektromagnetische Spulenkraft durch den Fluiddruck verstärkt.
Nach Abfallen des Spulenstroms übernimmt die Federkraft wieder das Schließen des Ventils.

### Direktbetätigtes Dreiwege-Proportionalventil für hydraulische Kraftübertragung

Einstufiges Proportional-Wegeventil, ohne Spulenstrom

Einstufiges Proportional-Wegeventil, 50 % Spulenstrom

Häufig sind Proportionalventile in der Ölhydraulik zu finden. Bei dem im Bild gezeigten 3-Wegeventil drückt der Elektromagnet links von der Mitte gegen die Feder, die rechts liegt. Es liegt kein Spulenstrom Ip an, trotzdem besteht 100 % Durchfluss von A nach T (Tank) und von P (Druckquelle) nach B. Wird der Spulenstrom eingeschaltet und hat zum Beispiel die Hälfte des zum Vollausschlags notwendigen Maximums, wie im nächsten Bild, bewegt sich der Kolben nach rechts und schließt die Öffnungen.
Der eingezeichnete Differentialtransformator (LVDT, links) ist ein optionales Bauteil zur Positionsmessung des Kolbens. Es wird zur elektronischen Regelung verwendet. Das Ventil kann so beispielsweise genau in Sperrstellung gebracht werden, mit etwa 50 % Spulenstrom, und diese Sperrstellung kann überprüft werden, bevor sich tatsächlich ein Zylinder oder etwas Ähnliches bewegt.

### Direktbetätigtes Dreiwege-Proportionalventil mit 2 Spulen
Die hydraulische Variante des pneumatischen Proportional-Wegeventils vom Abschnitt weiter oben verwendet wieder 2 Spulen und 2 Federn um stromlos die Sperrposition zu erreichen. Spulen von direktgesteuerten hydraulischen Proportionalventilen brauchen aber mehr Leistung und auch mehr Platz als die pneumatische Ausführung, deshalb sind sie nicht nebeneinander, sondern auf 2 verschiedenen Seiten angeordnet. Jede von ihnen zieht in eine andere Richtung, in Ruhestellung ist damit das Ventil zu.

### Zweistufiges Dreiwege-Proportionalventil
Sind größere hydraulische Volumenströme zu steuern, können Proportionalventile zu zweistufigen Ventilen hintereinandergeschaltet (kaskadiert) sein. Die Vorstufe bewegt dann statt eines Zylinders den Kolben der Hauptstufe, und die Hauptstufe bewegt dann den Zylinder oder was auch immer. Die Hauptstufe ist dann ein mediumgesteuertes Proportionalventil. Der Raum hinter dem jeweiligen Ende des Hauptventilkolbens wird wie bei einem Zylinder mit den 2 Arbeitsanschlüssen der Vorstufe verbunden.

## Überdeckung

Die Steuerkanten sind die Teile am Ventilkolben, die die Öffnungen zu den Arbeitsleitungsanschlüssen A und B verschließen oder freigeben. Sie sind damit letztlich für den Durchfluss des Ventils zuständig. Sie liegen bei Proportionalventilen auf beiden Seiten etwas über der Öffnung der Arbeitsleitung, hier ist es über A. Diese Überlappung wird bei Wegeventilen als positive Überdeckung bezeichnet.
Sie trennt die unterschiedlichen Druckbereiche und dichtet damit ab. Beim Öffnen muss erst die Totzone überwunden werden, dann öffnet das Proportionalventil langsam. Deswegen haben Standard-Proportionalventile in der Regel eine nichtlineare Volumenstromkennlinie die für Regelungsaufgaben nur bedingt geeignet sind. Die Totzone der Überdeckung muss beispielsweise steuerungstechnisch kompensiert werden.